# 熱帶風暴艾濤 (2020年)
熱帶風暴艾濤（英語：Tropical Storm Etau，國際編號：2021，聯合颱風警報中心：WP242020，菲律賓大氣地球物理和天文管理局：Tonyo）是2020年太平洋颱風季第21個被命名的風暴。「艾濤」一名由美國所提供，是帛琉語，風暴中的雲的意思 。

## 氣象歷史
11月5日，一個熱帶擾動在法勞萊普環礁北北西海域生成，美國海軍研究實驗室給予擾動編號92W。
11月7日上午8時，日本氣象廳將其升格為熱帶低氣壓。晚上8時，聯合颱風警報中心將其評級提升為「高」，並對其發布熱帶氣旋形成警報。
11月8日上午8時，日本氣象廳對其發布烈風警報。同時，台灣中央氣象局將其升格為熱帶性低氣壓，給予編號TD24。晚上8時，聯合颱風警報中心將其升格為熱帶低氣壓，給予熱帶氣旋編號24W。晚上11時，香港天文台將其升格為熱帶低氣壓。
11月9日凌晨2時，日本氣象廳將其升格為熱帶風暴，給予國際編號2021，並命名「艾濤」。同時，台灣中央氣象局將其升格為輕度颱風，香港天文台亦將其升格為熱帶風暴。晚上11時，中國國家氣象中心將其升格為強熱帶風暴。
11月10日下午2時30分，艾濤在越南慶和省沿海登陸。下午5時，日本氣象廳將其降格為熱帶性低氣壓。晚上8時，香港天文台亦將其降格為熱帶低氣壓。晚上11時，香港天文台將其降格為低壓區。
11月11日晚上8時，日本氣象廳認為其已消散。

## 影響

### 菲律賓
當地發出之最高風暴信號：一號風暴信號
菲律賓大氣地球物理和天文服務管理局於11月7日晚上11時對艾濤發出一號風暴信號。

### 中國大陸
國家氣象中心發布之最高颱風預警信號： 颱風藍色預警信號

#### 海南省
海南省氣象台發布之最高颱風預警信號： 颱風藍色預警信號

## 熱帶氣旋警告使用紀錄

### 菲律賓
| 菲律賓大氣地球物理和天文服務管理局 風暴信號 | 菲律賓大氣地球物理和天文服務管理局 風暴信號 | 菲律賓大氣地球物理和天文服務管理局 風暴信號 |
| ------------------------------------------- | ------------------------------------------- | ------------------------------------------- |
| 上一熱帶氣旋                                | 一號風暴信號                                | 下一熱帶氣旋                                |
| 強烈熱帶風暴艾莎尼                          | 一號風暴信號                                | 颱風環高                                    |

### 中國大陸
| 国家气象中心 颱風預警信號 | 国家气象中心 颱風預警信號 | 国家气象中心 颱風預警信號 |
| ------------------------- | ------------------------- | ------------------------- |
| 上一熱帶氣旋              | 颱風藍色預警信號          | 下一熱帶氣旋              |
| 超強颱風天鵝 颱風艾莎尼   | 颱風藍色預警信號          | 強颱風環高                |

## 外部連結
| 太平洋颱風季             |
| 主題頁 - 專題 - 編輯指南 |

- （日語）日本氣象廳首頁 （页面存档备份，存于）
- （英文）聯合颱風警報中心首頁 （页面存档备份，存于）
- （简体中文）中國國家氣象中心首頁 （页面存档备份，存于）
- （繁體中文）臺灣中央氣象局首頁 （页面存档备份，存于）
- （繁體中文）香港天文台首頁 （页面存档备份，存于）
- （繁體中文）澳門地球物理暨氣象局首頁 （页面存档备份，存于）
- （英文）菲律賓大氣地球物理和天文管理局 惡劣天氣公告 （页面存档备份，存于）
- （泰文）泰國氣象局首頁 （页面存档备份，存于）